# Oriane Bertoneová
Oriane Bertoneová (* 20. října 2005 Nice) je francouzská reprezentantka ve sportovním lezení, jejíž hlavní disciplínou je bouldering. 
Její otec je Ital a matka Francouzka, má dvojče Margot, která se rovněž věnuje sportovnímu lezení, stejně jako mladší bratr Max Bertone. Od pěti let žije na ostrově Réunion, kde se začala věnovat judu a zápasu a od osmi let se zaměřila na horolezectví. Již ve dvanácti letech zdolala jako nejmladší lezkyně v historii stěnu obtížnosti V14 v jihoafrickém Rocklands. Téhož roku vyhrála mládežnickou soutěž Tournoi National Poussines. Ve čtrnácti se jí podařil prvovýstup na Panonoramix et les cyclopes u Saint-Léger-du-Ventoux. V roce 2019 se stala mistryní Evropy do 16 let a vyhrála mistrovství světa juniorů ve sportovním lezení v Arcu v boulderingu i v lezení na obtížnost. Třikrát zvítězila na juniorském mistrovství Francie. V květnu 2020 zlezla Satan i Helvete nedaleko Fontainebleau, který má obtížnost V15.
V roce 2021 debutovala ve francouzské seniorské reprezentaci na světovém poháru a v premiérové sezóně skončila třetí v celkové klasifikaci SP. Celkem získala jedenáct pódiových umístění a vyhrála dva závody SP: první roku 2023 na pražské Letenské pláni a druhý o dva roky později opět v Praze. V roce 2022 obsadila třetí místo v boulderingu na mistrovství Evropy ve sportovním lezení v Mnichově. Získala stříbrnou medaili na mistrovství světa ve sportovním lezení v roce 2023. Startovala v kombinaci na Letních olympijských hrách 2024 v pařížském areálu Le Bourget, kde obsadila osmé místo. V letech 2023 až 2025 získala tři francouzské tituly v boulderingu v řadě. 
Je členkou armádního sportovního týmu Bataillon de Joinville a v roce 2025 získala zlatou medaili na Světových armádních hrách v Lucernu. Stala se celkovou vítězkou světového poháru v sezóně 2025. Režiséři Thomas Laporte a Thibault Pailler o ní natočili dokumentární film The Ascent.